# Dungeon Travelers 2
Dungeon Travelers 2: The Royal Library & the Monster Seal es un videojuego de rol y mazmorras desarrollado por Sting Entertainment. Es la secuela de To Heart 2: Dungeon Travelers dentro de la franquicia To Heart 2. Dungeon Travelers 2 fue lanzado el 28 de marzo de 2013 en PlayStation Portable en Japón; Un remake mejorado para PlayStation Vita se lanzó en Japón el 25 de septiembre de 2014 y más tarde en América del Norte y Europa en 2015.
Se ha anunciado un juego secuela para PlayStation Vita titulado Dungeon Travelers 2-2 para su lanzamiento en 2017 en Japón.

## Jugabilidad
El jugador asume el papel de un aventurero que tiene la tarea de formar un grupo, navegar a través de mazmorras, recolectar tesoros y participar en el combate contra monstruos. Los personajes se pueden mejorar aprendiendo habilidades y equipando elementos. El sistema de batalla se basa en turnos y la navegación por las mazmorras se realiza desde una perspectiva en primera persona en un mapa de cuadrícula. Los miembros del grupo pueden pertenecer a cinco clases principales (a saber, luchadores, usuarios de magia, exploradores, sirvientas y spielers) que se ramifican en más de 30 subclases diferentes con conjuntos de habilidades y atuendos únicos a medida que los personajes avanzan en la especialización. Por ejemplo, un luchador puede convertirse en un paladín y una valquiria, mientras que los usuarios de magia pueden convertirse en hechiceras y brujas.

## Ajuste
Los monstruos han ido apareciendo por todo el Reino de Romulea y se han convertido en una amenaza para la humanidad. Para someter a los monstruos, un alquimista ideó un sello mágico capaz de constreñirlos. Fried Einhard, un aventurero enviado por la Biblioteca Real, descubre un santuario dañado en su viaje para detener el levantamiento del monstruo.

## Desarrollo
El juego original de PlayStation Portable fue lanzado en marzo de 2013 por Aquaplus, como parte de una larga línea de juegos y medios derivados de la novela visual erótica To Heart y su secuela, To Heart 2. Más tarde, en junio de 2014, se lanzó la versión de PlayStation Vita. , que incluía personajes adicionales, mazmorras rediseñadas, interfaz de usuario mejorada e ilustraciones de calidad mejorada.
La localización occidental de Atlus incluye voces en japonés con subtítulos en inglés y es compatible con PlayStation TV. Con el fin de garantizar que el juego siga siendo aceptable para una audiencia occidental y cumpla con una calificación de ESRB "Maduro", Atlus censuró un total de cuatro imágenes generadas por computadora dentro del juego que se consideraron de naturaleza abiertamente sexual.

## Recepción
El juego tiene una puntuación de 76 en Metacritic.
PlayStation Nation le dio al juego una puntuación de revisión de 8/10, indicando que el juego es una introducción amable y amable al género de rastreo de mazmorras para los recién llegados. Mientras tanto, Gaming Age calificó el juego como B +, señalando que si bien no todos los jugadores podrán aceptar el servicio de fans sexual del juego, proporciona un nivel adecuado de desafío y que la mecánica de los juegos de rol está bien detallada y es agradable.
Gamecritics.com sugiere que aunque la historia general no es particularmente interesante, el diálogo de los personajes es atractivo y que la obra de arte está bien hecha. PlayStation Lifestyle califica el juego con 7.5 sobre 10, elogiando la variedad del juego en términos de actualizaciones de personajes, mientras que de manera similar encuentra la historia mediocre. Capsule Computers y BioGamer Girl dieron una calificación de 8/10, refiriéndose al juego como un juego de rastreo de mazmorras satisfactorio con una mecánica sólida.

### Ventas
Cuando se lanzó en Japón en la PSP, se vendieron 32.000 copias de Dungeon Travelers 2, con 39.000 vendidas después de dos semanas, mientras que la versión de PS Vita vendió 16.000 copias en su semana de lanzamiento y 20.000 en total después de su segunda semana.